# Curtara exilia
Curtara exilia är en insektsart som beskrevs av Delong och Wolda 1982. Curtara exilia ingår i släktet Curtara och familjen dvärgstritar. Inga underarter finns listade i Catalogue of Life.